# Puente medieval de Herrera del Duque
El puente medieval de Herrera del Duque se encuentra situado sobre el arroyo Pelochejo en la localidad de Herrera del Duque, provincia de Badajoz (Extremadura, España).
Se encuentra próximo a la villa y es conocido como "Puente Viejo". A veces se le denomina erróneamente romano. Su origen es incierto, se sabe que es medieval, pero se desconoce la fecha exacta de construcción. 

## Descripción
Tiene ocho arcos de medio punto de tamaño descendente. Posee dos tajamares triangulares bastante agudos, que han sobrevivido a las riadas mejor que las rocas desgastadas sobre las que se asientan. Los arcos y el intradós son de ladrillo y el resto es de mampostería de pizarra y mortero. Aunque ha perdido parte del pretil, conserva la calzada empedrada con rollos del río en perfecto estado y todavía se usa como paso de ganado.
Tiene 1,60 metros de ancho y 49 de largo. Antiguamente se describía como de 85 pasos de largo, a 2.500 pasos de la población, y como muy útil a los labradores y transeúntes.
Actualmente el puente se encuentra restaurado y dentro de la ruta de senderismo por el arroyo Pelochejo. El recorrido está señalizado con postes de madera, flechas amarillas y carteles de información sobre fauna y flora.